# تاکهیرو اوتانی
تاکهیرو اوتانی (انگلیسی: Takehiro Otani؛ زادهٔ ۶ دسامبر ۱۹۸۰) بازیکن فوتبال اهل ژاپن است.